# غاهن شوامل (بوزي)
غاهن شوامل (بالفارسية: گاهن شوامل) هي منطقة سكنية تقع في إيران في قسم بوزي الريفي. يقدر عدد سكانها بـ 328 نسمة بحسب إحصاء 2016.